# 괘방산
괘방산(掛膀山)은 대한민국 강원특별자치도 강릉시 강동면에 위치한 산이다. 옛날 과거에 급제하면 이 산 어딘가 두루마기에다 급제자의 이름을 쓴 방을 붙여 고을 사람들에게 알렸다는 데서 그 이름이 유래되었다. 높이는 339미터이다.

## 방송 송신 시설
| 디지털TV   |                            |            |                      |      |                            |
| 가상채널   | 방송국명                   | 호출부호   | 물리채널             | 출력 | 가시청권                   |
| CH 6-1     | G1방송TV                   | HLCG-DTV   | CH 16                | 2㎾  | 강원 영동                  |
| CH 7-1     | KBS강릉 DTV2               | HLAH-DTV   | CH 17                | 2㎾  | 강원 영동                  |
| CH 9-1     | KBS강릉 DTV1               | HLKR-DTV   | CH 15                | 2㎾  | 강원 영동                  |
| CH 10-1    | EBS 1TV                    | HLQL-DTV   | CH 18                | 2㎾  | 강원 영동                  |
| CH 10-2    | EBS 2TV                    | HLQL-DTV   | CH 18                | 2㎾  | 강원 영동                  |
| CH 11-1    | MBC강원영동강릉MBC DTV     | HLAF-DTV   | CH 14                | 2㎾  | 강원 영동                  |
| UHD        |                            |            |                      |      |                            |
| 가상채널   | 방송국명                   | 호출부호   | 물리채널             | 출력 | 가시청권                   |
| CH 6-1     | G1방송 UHDTV               | HLSQ-UHDTV | CH 55                | 5㎾  | 수도권, 충청남도 북부 일부 |
| CH 7-1     | KBS서울 UHDTV2             | HLSA-UHDTV | CH 56                | 5㎾  | 수도권, 충청남도 북부 일부 |
| CH 9-1     | KBS서울 UHDTV1             | HLKA-UHDTV | CH 52                | 5㎾  | 수도권, 충청남도 북부 일부 |
| CH 9-2     | KBS NEWS D                 | HLKA-UHDTV | CH 52                | 5㎾  | 수도권, 충청남도 북부 일부 |
| CH 9-3     | KBS 1Radio                 | HLKA-UHDTV | CH 52                | 5㎾  | 수도권, 충청남도 북부 일부 |
| CH 11-1    | MBC강원영동강릉MBC UHDTV   | HLKV-UHDTV | CH 53                | 5㎾  | 수도권, 충청남도 북부 일부 |
| FM라디오   |                            |            |                      |      |                            |
| 채널       | 방송국명                   | 호출부호   |                      | 출력 | 가시청권                   |
| 89.1㎒     | KBS강릉 음악FM             | HLKR-FM    |                      | 5㎾  | 강원 영동                  |
| 90.1㎒     | febc영동극동방송           | HLDY-FM    |                      | 3㎾  | 강원 영동                  |
| 91.5㎒     | CBS영동극동방송            | HLCO-FM    |                      | 3㎾  | 강원 영동                  |
| 92.5㎒     | KFN국군방송                | HLSE-FM    |                      | 3㎾  | 강원 영동                  |
| 94.3㎒     | MBC강원영동강릉MBC FM4U    | HLAF-FM    |                      | 5㎾  | 강원 영동                  |
| 96.3㎒     | MBC강원영동강릉MBC 라디오  | HLAF-SFM   |                      | 3㎾  | 강원 영동                  |
| 98.9㎒     | KBS강릉 제1라디오          | HLKR-SFM   |                      | 1㎾  | 강원 영동                  |
| 102.1㎒    | KBS강릉 제2라디오(HappyFM) | HLAH-SFM   |                      | 5㎾  | 강원 영동                  |
| 104.9㎒    | EBS FM                     | HLQL-FM    |                      | 3㎾  | 강원 영동                  |
| 106.1㎒    | G1 FreshFM                 | HLCG-FM    |                      | 3㎾  | 강원 영동                  |
| 지상파DMB  |                            |            |                      |      |                            |
| 앙상블명   | 방송국명                   | 호출부호   | 채널(주파수)         | 출력 | 가시청권                   |
| MY MBC     | MY MBC                     | HLAN-TDMB  | CH 13-A (211.280MHz) | 2㎾  | 강원 영동                  |
| U-KBS      | KBS STAR                   | HLKM-TDMB  | CH 13B (213.008MHz)  | 2㎾  | 강원 영동                  |
| U-KBS      | HD KBS STAR                | HLKM-TDMB  | CH 13B (213.008MHz)  | 2㎾  | 강원 영동                  |
| U-KBS      | KBS HEART                  | HLKM-TDMB  | CH 13B (213.008MHz)  | 2㎾  | 강원 영동                  |
| U-KBS      | KBS MUSIC                  | HLKM-TDMB  | CH 13B (213.008MHz)  | 2㎾  | 강원 영동                  |
| G1방송 DMB | Hi G1                      | HLCG-TDMB  | CH 13-C (214.736MHz) | 2㎾  | 강원 영동                  |
| G1방송 DMB | Go G1                      | HLCG-TDMB  | CH 13-C (214.736MHz) | 2㎾  | 강원 영동                  |

## 같이 보기
- 한국의 산 목록

## 참고 문헌
- Yu Jeong-yeol (2007). 《한국의 산 여행 (Travel Guide to Korean Mountains)》. Seoul: 관동 상억연구회 (Kwandong). ISBN 978-89-958055-1-0.